# Les Bordes (Indre)
Les Bordes település Franciaországban, Indre megyében. Lakosainak száma 824 fő (2022. január 1.). Les Bordes Issoudun, Lizeray, Paudy és Sainte-Lizaigne községekkel határos.

## Népesség
A település népességének változása:
| Lakosok száma | 598  | 771  | 925  | 942  | 900  | 895  | 895  | 891  | 888  | 824  |
|               | 1968 | 1982 | 1990 | 2006 | 2013 | 2015 | 2017 | 2019 | 2020 | 2022 |